# Helmut Engels
Helmut Engels (* 2. Mai 1931 in Jacobidrebber, Kreis Grafschaft Diepholz) ist ein deutscher Politiker (SPD).
Engels begann, nach dem Besuch der Volksschule in Drebber, eine Lehre bei der Deutschen Reichspost. Er absolvierte seine Ausbildung beim Postamt in Diepholz sowie an der Postfachschule in Bremen. Er war bis zu seinem Einzug in den Niedersächsischen Landtag im Jahr 1978 war er als Postbeamter tätig. In dieser Zeit war er einige Jahre gewähltes Personalratsmitglied. Seit 1947 ist Engels Mitglied der Deutschen Postgewerkschaft.
Im Jahr 1957 trat er in die SPD ein. Engels war beinahe zwanzig Jahre Ortsvereinsvorsitzender der SPD-Ortsvereine Drebber und später Bamstorf. Im Jahr 1964 wurde er Vorsitzender des SPD-Unterbezirks Bassum und nach der Kreisreform in Diepholz. Er war Vorsitzender des Müllzweckverbandes aller Gemeinden im Kreis Grafschaft Diepholz und Ausschussmitglied des Hunte-Wasserverbandes.
Engels wurde bereits 4 Jahre nach seinem Eintritt in die SPD im Jahr 1961 Ratsherr der Gemeinde Jacobidrebber, seinem Geburtsort. Von 1967 bis zur Gemeindereform 1974 war er gewählter Bürgermeister und ehrenamtlicher Gemeindedirektor der Gemeinde Jacobidrebber. Zwischen 1976 und 1981 wurde er zum Bürgermeister der Gemeinde Drebber und Bürgermeister der Samtgemeinde Barnstorf gewählt. Seit dem Jahr 1986 war er erneut Bürgermeister der Gemeinde Drebber. Von 1968 bis 2006 gehörte er dem Kreistag des Landkreises Diepholzan, zeitweise, als SPD-Fraktionsvorsitzender, Kreisausschussmitglied und stellvertretender Landrat.
Engels wurde in der siebten bis elften Wahlperiode Mitglied des Niedersächsischen Landtages vom 21. Juni 1970 bis 20. Juni 1990. Er ist Träger des Verdienstkreuzes am Bande und 1. Klasse des Verdienstordens der Bundesrepublik Deutschland.

## Quelle
- Barbara Simon: Abgeordnete in Niedersachsen 1946–1994. Biographisches Handbuch. Hrsg. vom Präsidenten des Niedersächsischen Landtages. Niedersächsischer Landtag, Hannover 1996, S. 87–88.

| Personendaten    | Personendaten                            |
| ---------------- | ---------------------------------------- |
| NAME             | Engels, Helmut                           |
| KURZBESCHREIBUNG | deutscher Politiker (SPD), MdL           |
| GEBURTSDATUM     | 2. Mai 1931                              |
| GEBURTSORT       | Jacobidrebber, Kreis Grafschaft Diepholz |